# 11月28日
11月28日是公历一年中的第332天（闰年第333天），离全年的结束还有33天。

## 大事记

### 19世紀以前
- 936年：遼太宗派遣部隊協助針對後唐皇帝李從珂反叛行動後，冊封石敬瑭為後晉皇帝。
- 1443年：斯坎德培假借鄂圖曼帝國蘇丹穆拉德二世的名義，率領阿爾巴尼亞騎兵佔領克魯亞。
- 1470年：大越皇帝黎聖宗率军进攻占婆，越占戰爭。
- 1520年：葡萄牙探險家斐迪南·麥哲倫指揮船隊通過後來命名为麥哲倫海峽的海峽，進入太平洋，成為首批搭乘船隻從大西洋前往太平洋的歐洲人。
- 1660年：與虎克等12名科學家於倫敦格雷沙姆學院決定組織學會，後來發展為皇家學會。

### 19世纪
- 1814年：泰晤士报成为世上首个用高宝股份公司的印刷机印刷的报纸。
- 1843年：英国与法国宣布正式承认夏威夷王国为独立国家。
- 1870年：法国国防政府与普鲁士王国在卢瓦雷省爆发博讷拉罗朗德战役，最终以普军胜利告终。
- 1876年：独裁者波费里奥·迪亚斯就任墨西哥总统。

### 20世紀
- 1905年：爱尔兰民主主义者阿瑟·格里菲斯建立新芬黨。
- 1912年：阿尔巴尼亚宣布从奥斯曼帝国独立。
- 1919年：南茜·阿斯特正式就任英國下議院議員，成為英國史上首位女性國會議員。
- 1942年：美國波士頓椰林夜總會大火（英语：Cocoanut Grove fire），近500人喪生。此次大火是美國歷史上死亡人數第二高的單一建築火災。
- 1943年：美国总统罗斯福、苏联部长会议主席斯大林、英国首相丘吉尔在伊朗德黑兰举行德黑兰会议。
- 1958年：美国研发的SM-65擎天神飛彈首次试飞成功，成为首个可以投入使用的洲際彈道飛彈。
- 1960年：毛里塔尼亚宣布建立独立的伊斯兰共和国。
- 1962年：「三狼案」主犯倪秉堅、李渭和馬廣燦，於赤柱監獄被執行絞刑。
- 1963年：香港大嶼山石壁水塘啟用。
- 1964年：美国国家航空航天局朝着火星发射太空船水手4號。
- 1967年：英国天文学家伯奈尔与休伊什发现狐狸座的小绿人1号，是人类发现的首颗脉冲星。
- 1975年：香港警方突擊搜查觀塘月華街一個住宅單位，破獲一個龐大的軍火庫，檢獲14支左輪手槍，7支短槍，和不同類型子彈大約400發以及各類炸藥，拘捕一名男子。
- 1975年：东帝汶宣布独立。
- 1979年：紐西蘭航空901號班機在南極洲埃里伯斯火山撞山墜毀，機上257人全部罹難。
- 1987年：南非航空295號班機在模里西斯附近印度洋上空起火墜毀，機上159人全數罹難。
- 1987年：中国建设工程鲁班奖于重庆市颁发。
- 1989年：天鵝絨革命中，捷克斯洛伐克共產黨宣布将废除一党专政制度。
- 1990年：英国保守党新任领袖梅杰接替撒切尔夫人出任新一任英国首相。
- 1991年：香港政府开始強制收樓清拆九龍城寨，破門入屋，將拒絕搬走的住戶抬走，當日港府一共收回12個單位。
- 1991年：南奥塞梯宣布从格鲁吉亚独立。
- 2000年：烏克蘭總統列昂尼德·庫奇馬被檢控，涉嫌因錄音醜聞而下令綁架並殺害記者格奧爾基·貢加澤。

### 21世紀
- 2004年：中国陕西铜川矿务局陈家山煤矿发生瓦斯爆炸，166人死亡。
- 2011年：《联合国气候变化框架公约》第十七次缔约方大会暨《京都议定书》第七次缔约方会议在南非港口城市德班召开。
- 2016年：國際純化學和應用化學聯合會正式通過人工合成元素Nh、Mc、Ts和Og的命名提案。
- 2016年：拉米亞航空2933號班機在哥倫比亞麥德林附近墜毀，造成71人死亡，其中許多人是沙佩科恩斯足球俱樂部的球員。

## 出生

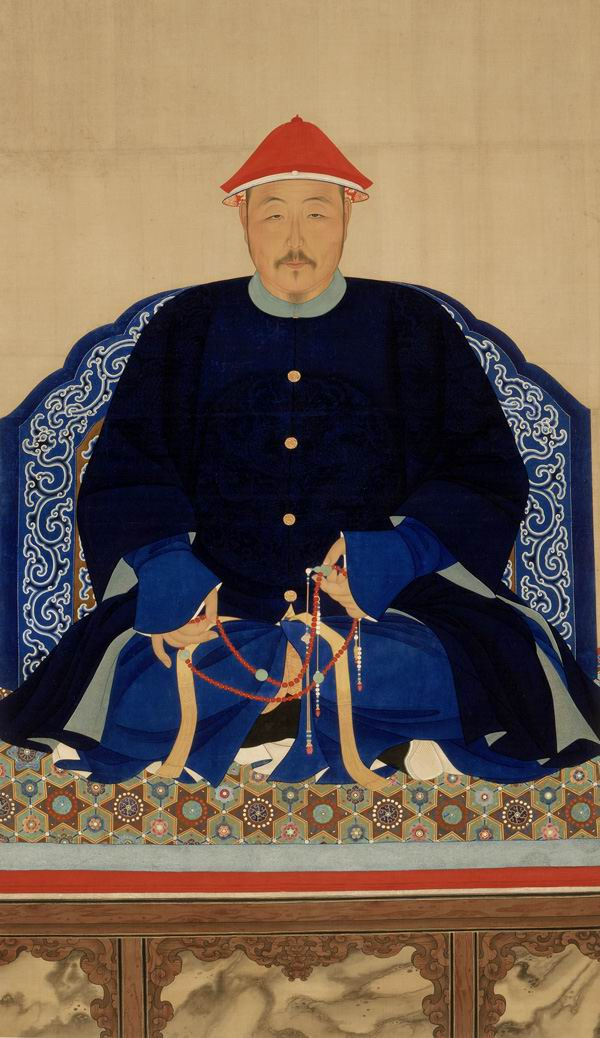
清太宗常服袍褂像

- 1118年：曼努埃爾一世，拜占庭皇帝（1180年逝世）
- 1293年：元泰定帝也孙铁木儿，元朝皇帝（1328年逝世）
- 1563年：細川忠興，日本安土桃山時代至江戶時代初期武將、大名（1646年逝世）
- 1592年：清太宗皇太極，后金天聪汗，清朝皇帝（1643年逝世）
- 1628年：約翰·班揚，英國基督教作家、佈道家（1688年逝世）
- 1632年：让-巴普蒂斯特·吕利，義大利裔法國巴洛克作曲家（1687年逝世）
- 1683年：愛新覺羅允䄉，康熙帝第十子，敦郡王（1741年逝世）
- 1757年：威廉·布莱克，英國詩人、畫家（1827年逝世）
- 1772年：卢克·霍华德，英國皇家學會院士，製藥學家、業餘氣象學家（1864年逝世）
- 1820年：弗里得里希·恩格斯，德国哲学家，马克思主义創始人之一（1895年逝世）
- 1829年：安東·魯賓斯坦，俄國鋼琴家、作曲家、指揮家（1894年逝世）
- 1854年：戈特利布·哈伯蘭特，奧地利植物學家（1945年逝世）
- 1857年：阿方索十二世，波旁王朝的西班牙國王（1885年逝世）
- 1876年：秋山珩三，日本基督徒（1908年逝世）
- 1877年：，美國政治人物，第40任肯塔基州州長（1935年逝世）
- 1880年：亚历山大·勃洛克，俄羅斯詩人、戲曲家（1921年逝世）
- 1881年：斯蒂芬·茨威格，奥地利猶太裔小说家（1942年逝世）
- 1887年：恩斯特·罗姆，納粹德國早期高層，衝鋒隊組織者（1934年逝世）
- 1894年：亨利·赫茲利特，美國自由意志主義哲學家、經濟學家（1993年逝世）
- 1904年：杜聿明，中国将领（1981年逝世）
- 1904年：赵宗燠，中国化学工程学家（1989年逝世）
- 1905年：阿爾伯特·W·塔克，加拿大小說家（1995年逝世）
- 1907年：阿尔贝托·莫拉维亚，義大利小說家（1990年逝世）
- 1908年：克勞德·李維史陀，法国人类学家（2009年逝世）
- 1920年：林東陞，臺灣電影編劇（2000年逝世）
- 1928年：亞瑟·奧肯，美國總體經濟學家（1980年逝世）
- 1929年：貝瑞·高迪，美國唱片製作人，摩城唱片創辦人
- 1931年：汤米·温格尔，法國插畫家、作家（2019年逝世）
- 1934年：顾诚，中国历史学家（2003年逝世）
- 1935年：常陸宮正仁親王，日本皇室成員
- 1936年：丁邦新，臺灣語言學家（2023年逝世）
- 1936年：菲利浦·索萊爾，法國作家、評論家（2023年逝世）
- 1937年：威爾伯·羅斯，美國投資家，前美國商務部長
- 1939年：小野耕世，日本電影評論家、漫畫評論家、漫畫翻譯家
- 1943年：喬治·T·米勒，蘇格蘭裔澳大利亞導演、製片人（2023年逝世）
- 1943年：蘭迪·紐曼，美國創作歌手、編曲家、作曲家和鋼琴家
- 1945年：中曾根弘文，日本政治人物
- 1946年：李保田，中國男演員
- 1946年：尼古拉·科羅利科夫，俄羅斯男子馬術運動員（2024年逝世）
- 1950年：艾德·哈里斯，美國演員、導演、製作人
- 1950年：拉塞尔·赫尔斯，美國物理學家，1993年諾貝爾物理學獎得主
- 1951年：芭芭拉·摩根，美國NASA「太空教學計劃」太空人
- 1953年：戴理德，英國政治人物（2023年逝世）
- 1953年：徐小明，香港行政總裁、監製、導演
- 1953年：大貫妙子，日本音樂家
- 1953年：松平健，日本男演員、歌手
- 1954年：辜成允，臺灣企業家（2017年逝世）
- 1956年：張國強，香港演員
- 1958年：雷倩，台灣婦聯會主委
- 1958年：黃仲崑，台灣演員
- 1959年：松原美紀，日本女歌手、作詞家、作曲家（2004年逝世）
- 1960年：蔡楓華，香港歌手
- 1960年：约翰·加利亚诺，英屬直布罗陀服裝設計師
- 1961年：湯姆·霍曼，美國移民官員、政治評論員
- 1961年：艾方索·柯朗，墨西哥電影導演、編劇、監製
- 1962年：陳可辛，香港電影導演
- 1962年：，美國電視主持人、演員
- 1963年：劉益謙，中國商人、藝術收藏家
- 1964年：麥克·班尼，美國科羅拉多州參議員
- 1967年：安娜·妮可·史密斯，美國模特、演員、名流（2007年逝世）
- 1967年：原田知世，日本女演員、歌手
- 1967年：蓮舫，日本政治家、前藝人
- 1967年：馬切爾·喬拉庫，羅馬尼亞政治人物，現任羅馬尼亞總理
- 1968年：Ken，日本樂團彩虹樂團吉他手
- 1969年：劉俊相，韓國男演員
- 1969年：柯爾曼·多明戈，美國男演員、作家、導演、編劇、製片人
- 1969年：萊星頓·史提爾，美國色情演員、導演
- 1970年：白雲，台灣演員
- 1973年：奈須蘑菇，日本小說家、腳本家
- 1975年：笨蛋節奏，日本搞笑藝人
- 1975年：戴尼斯·貝契羅維奇，波士尼亞政治人物、歷史學家，現任波士尼亞與赫塞哥維納主席團成員
- 1976年：溫尚翊，台灣樂團五月天成員、吉他手
- 1976年：傑克·蘇利文，美國政策制定者，現任美國國家安全顧問
- 1976年：戚玉武，新加坡演員
- 1977年：法比奧·格羅素，義大利足球員
- 1978年：梅赫迪·纳夫蒂，突尼西亞足球員
- 1978年：郑天亮，中国中央电视台主持人
- 1979年：嘉碧儀，香港演員
- 1979年：小彬彬，台灣演員
- 1979年：天生贏家，美國饒舌歌手
- 1979年：丹尼爾·海尼，美國男演員
- 1980年：史超活·泰萊，英國足球員
- 1981年：林葦茹，台灣模特兒
- 1981年：潔奇·愛因斯萊，英國女模特兒
- 1982年：萊昂德羅·巴博萨，巴西職業籃球運動員
- 1983年：黃鴻升，台灣主持人、歌手（2020年逝世）
- 1983年：凱倫·吉蘭，蘇格蘭女演員、電影製片人
- 1983年：内尔松·巴尔德斯，巴拉圭足球運動員
- 1984年：陳珍妮，香港新聞從業員
- 1984年：詹家圖，香港賽車手
- 1984年：安德魯·博古特，澳洲職業籃球運動員
- 1984年：崔·頌，美國創作歌手、唱片製作人、演員
- 1984年：瑪麗·文斯蒂德，美國演員
- 1984年：山田尚子，日本動画導演
- 1985年：沈穎婷，香港演員
- 1985年：艾華路·彭利拿，烏拉圭足球員
- 1985年：伊莎·古普塔，印度女演员
- 1986年：李嘉文，香港女子划艇運動員
- 1986年：凱文·科登，瓜地馬拉男子羽球運動員
- 1987年：凱倫·吉蘭，蘇格蘭演員
- 1988年：雅蜜·哥坦姆，印度女演員
- 1990年：德德里克·博亞塔，民主剛果裔比利時足球運動員
- 1991年：河北麻友子，日本演员
- 1994年：梶原岳人，日本男性聲優
- 1994年：佐野惠太，日本職業棒球運動員
- 1995年：崔西·奧托，美國女子射箭運動員
- 1997年：峯田茉優，日本女性聲優
- 1998年：艾麗斯·貝蘭迪，義大利女子柔道運動員
- 2000年：易烊千璽，中國男子偶像團體TFBOYS成員
- 2003年：阿爾菲·吉爾克里斯特，英格蘭職業足球運動員
- 2006年：基利安·波塔爾，法國男子殘疾人游泳運動員

## 逝世
- 819年：柳宗元，唐朝文学家（773年出生）
- 939年：恭穆王后，五代十国吴越国王后（890年出生）
- 1317年：一宁，元朝出使日本僧人（1247年出生）
- 1694年：松尾芭蕉，日本江户时代詩人（1644年出生）
- 1680年：阿塔納奇歐斯·基爾學，德國耶穌會學者、博學家（1602年出生）
- 1859年：華盛頓·歐文，美國作家、律師（1783年出生）
- 1870年：弗雷德里克·巴齐耶，法国画家（1841年出生）
- 1939年：詹姆斯·奈史密斯，加拿大運動教練，籃球運動的發明者、倡導美式足球使用頭盔者（1861年出生）
- 1947年：菲利普·勒克萊爾，法國陸軍將領，追封法國元帥（1902年出生）
- 1954年：恩里科·费米，美籍意大利裔物理学家（1901年出生）
- 1960年：舒新城，辞书编纂家，《辞海》前主编（1893年出生）
- 1960年：常乃花寬市，日本相撲力士，第31代橫綱（1896年出生）
- 1962年：威廉明娜，荷兰女王（1880年出生）
- 1968年：徐特立，中国革命家和教育家（1877年出生）
- 1977年：鮑勃·穆塞爾，美國職棒大聯盟球員（1896年出生）
- 1982年：希臘和丹麥的埃列娜，羅馬尼亞王太后（1896年出生）
- 1987年：李卓皓，华裔美国生化学家（1913年出生）
- 2011年：查爾斯·科瓦爾，美國天文學家（1940年出生）
- 2011年：林宗仁，台灣戲曲琴師、影視演員（1945年出生）
- 2015年：林榮三，台灣聯邦企業集團創辦人、《自由時報》創辦人（1939年出生）
- 2016年：阮美姝，台灣音樂家、作曲家、作家、詩人、紀錄片製片人（1928年出生）
- 2016年：麥英豪，中國考古學家（1929年出生）
- 2021年：安德魯·安德烈耶維奇，前俄羅斯皇室成員（1923年出生）
- 2021年：萊拉·哈爾梅，芬蘭歌手（1934年出生）
- 2021年：諾羅敦·拉那烈，柬埔寨政治人物、法學學者，第31任柬埔寨首相（1944年出生）
- 2021年：維吉爾·阿布洛，美國時尚設計師、唱片騎師、音樂製作人（1980年出生）
- 2023年：查理·芒格，美国投资家（1924年出生）
- 2023年：德德瑪，中國女中音歌唱家（1947年出生）
- 2023年：莊群施，馬來西亞藝人（1986年出生）

## 节假日和习俗
- 阿尔巴尼亚：独立日
- ：共和国建立日
- 英国（貝德福德郡）：貝德福德郡节
- 伊朗：海军节
- 日本：报恩節
- 毛里塔尼亚：独立日
- 巴拿马：獨立日
- 羅馬尼亞：布科維納节
- ：共和国建立日